# Đại hội Đại biểu Tây Ban Nha
Đại hội Đại biểu Tây Ban Nha là hạ viện của Quốc hội Tây Ban Nha. Đại hội Đại biểu gồm 350 đại biểu được bầu theo hệ thống phổ thông đầu phiếu theo danh sách đại diện tại khu vực bầu cử cấp tỉnh Tây Ban Nha. Nghị sĩ có nhiệm kỳ 4 năm. Chủ tịch Đại hội Đại biểu chủ trì các phiên họp Hạ viện.
Trong Đại hội, các thành viên của các đảng hoặc các nhóm của các đảng hình thành các nhóm nghị viện. Nhóm được hình thành từ ít nhất 15 nghị sĩ, hoặc chỉ cần 5 nghị sĩ nếu số phiếu của họ chiếm 5% số phiếu toàn quốc, hoặc chiếm 15% số phiếu trong khu vực bầu cử.
Các nghị sĩ không theo Đảng phái bất kỳ thì không thể thành lập nhóm nghị viện riêng, buộc phải thành lập nhóm hỗn hợp.

## Lịch sử
Hạ viện được thành lập từ Hiến chương Hoàng gia năm 1834, được Nữ hoàng Maria Cristina nhiếp chính của Nữ hoàng Isabella II, lần đầu tiên được thành lập tại Tây Ban Nha và cấu thành lưỡng viện như hệ thống nghị viện của Anh. Gồm 2 viện là Đẳng cấp đại diện (Estamento de Procuradores) và Đẳng cấp hiệp sĩ (Estamento de Próceres).
Đại biểu trong Đẳng cấp đại diện là các đại diện được bầu theo tỉ lệ từ các thành phố và tỉnh.
Năm 1837 Hiến pháp được thông qua sau biến cố La Granja de San Ildefonso hay cuộc nổi loạn của binh sĩ La Granja, biến cố buộc Nhiếp chính Maria Cristina phải khôi phục lại Hiến pháp 1812 đồng thời đổi tên Đẳng cấp đại diện thành Đại hội Đại biểu.
Trong các bản Hiến pháp kế tục 1845, 1856, 1869, 1876 đều giữ nguyên hệ thống lưỡng viện.

## Thành phần
Đại hội Đại biểu có số nghị sĩ từ 300-400 nghị sĩ, số lượng nghị sĩ hiện tại là 350 áp dụng theo luật bầu cử Tây Ban Nha từ năm 1985.
Hiến pháp Tây Ban Nha quy định Đại hội Đại biểu được bầu theo nguyên tắc phổ thông, tự do, bình đẳng, trực tiếp và bỏ phiếu kín theo các điều khoản do luật định. Tuy nhiên hệ thống bầu cử Tây Ban Nha cũng quy định các khu vực bầu cử được tổ chức theo cấp tỉnh. Các thành phố Ceuta và Melilla sẽ có một Nghị sĩ đại diện cho mỗi thành phố. Tổng số Nghị sĩ được phân bổ theo quy định của luật, mỗi khu vực bầu cử trước hết được phân bổ một số lượng đại biểu tối thiểu và phần còn lại được phân bổ theo tỷ lệ dân số.
Luật Tổ chức tháng 5/1985 ngày 19/6 quy định tổng tuyển cử xác lập tối thiểu 3% số phiếu xem xét số ghế được phân bổ tại khu vực bầu cử cấp tỉnh.
Tháng 3/2011 Luật Tổ chức bầu cử quy định các bên không thuộc đại diện của bất cứ nhóm Nghị viện hay đảng chính trị nào thì buộc phải thu thập chữ ký của cử tri để tham gia ứng cử chức danh nghị sĩ. Tỉ lệ cử tri bắt buộc là 0.1%. Mọi công dân có thể đăng ký là một ứng viên, Hội đồng bầu cử sẽ ra quyết định chi tiết việc thu thập chữ ký.

### Số ghế phân bổ
Các đơn vị bầu cử tương đương cấp tỉnh. Theo Luật bầu cử Tây Ban Nha quy định mỗi đơn vị bầu cử có số ghế ít nhất là 2 ngoại trừ 2 đơn vị là Ceuta và Melilla chỉ có 1 ghế đại diện.
Sau khi bỏ phiếu, số ghế được phân bổ của tỉnh dựa theo số phiếu bầu trong đơn vị bầu cử. Để phân bổ hệ thống bầu cử áp dụng phương pháp D'Hondt với hạn ngạch là 3% (hạn ngạch 3% thường áp dụng cho các tỉnh có số ghế nhiều hơn 30 đại biểu là Madrid và Barcelona).
| Số ghế | Đơn vị bầu cử                                                               |
| ------ | --------------------------------------------------------------------------- |
| 36     | Madrid                                                                      |
| 31     | Barcelona                                                                   |
| 16     | Valencia                                                                    |
| 12     | Alicante, Sevilla                                                           |
| 10     | Málaga, Murcia                                                              |
| 8      | Cádiz, Biscay, La Coruña, Baleares, Las Palmas, Asturias                    |
| 7      | S. C. Tenerife, Zaragoza, Pontevedra, Granada                               |
| 6      | Tarragona, Córdoba, Gerona, Guipúzcoa, Toledo, Almería, Badajoz, Jaén       |
| 5      | Navarra, Castellón, Cantabria, Valladolid, Ciudad Real, Huelva, León        |
| 4      | Lérida, Cáceres, Albacete, Burgos, Salamanca, Lugo, Orense, La Rioja, Álava |
| 3      | Guadalajara, Huesca, Cuenca, Zamora, Ávila, Palencia, Segovia, Teruel       |
| 2      | Soria                                                                       |
| 1      | Ceuta, Melilla                                                              |

- 13 tỉnh được phân bổ số ghế chiếm tỉ lệ nửa tổng số ghế Hạ viện và chiếm tỉ lệ khoảng 60,24% dân số.
- 9 tỉnh có số dân đông nhất chiếm tỉ lệ 50,68% dân số và 40,86% số ghế.

### Nhiệm kỳ
Hạ viện được bầu với nhiệm kỳ bốn năm. Nhiệm kì của các Hạ nghị sĩ sẽ kết thúc sau bốn năm kể từ ngày bầu cử hoặc vào ngày mà Hạ viện bị giải tán. Việc giải thể có thể riêng rẽ hoặc cùng lúc với Thượng viện. Việc giải tán chỉ do Quốc vương quyết định theo sự yêu cầu của Thủ tướng.

## Tổ chức
Tổ chức Đại hội Đại biểu được quy định tại Luật tổ chức năm 1982. Thiết lập hệ thống hoạt động và chức năng các cơ quan thuộc Đại hội Đại biểu.

### Cơ quan công tác
- Hội nghị toàn thể, là phiên họp với chức năng công tác của Hạ viện. Đây là cuộc họp tất cả các nghị sĩ trong Hạ viện và chỉ hợp lệ khi có tối thiểu 1/2 số nghị sĩ trong Hạ viện. Phiên họp là cơ quan đại diện cho sự thống nhất Hạ viện và thông qua các dự thảo. Có 2 Hội nghị, phiên họp thường lệ và phiên họp bất thường:
  - Phiên họp thường lệ: được tổ chức định kỳ từ tháng 9-12 và từ tháng 2-6 thông qua nghị trình đã được ấn định sẵn.
  - Phiên họp bất thường: được triệu tập theo yêu cầu của Chủ tịch Chính phủ (Thủ tướng), Ban Thường trực hoặc của đa số tuyệt đối các thành viên Hạ viện. Các phiên họp bất thường phải được triệu tập với một chương trình nghị sự cụ thể và kết thúc khi vấn đề đã được xử lý.
- Hội đồng Ủy ban, được thành lập dựa theo số tỉ lệ bằng số các nhóm nghị viện khác nhau và có hai loại: thường trực và không thường trực:
  - Ủy ban thường trực: được trao thẩm quyền lập pháp đầy đủ liên quan đến một vấn đề, trong đó có thể chấp thuận hoặc từ chối các dự thảo cuối cùng trong phiên chất vấn.
  - Ủy ban không thường trực: được tạo ra với mục đích cụ thể và có chuyên đề cụ thể, thời gian được ấn định bằng Đại hội Đại biểu.
- Ban thường trực bao gồm số đại biểu tương đương số nhóm nghị viện có trong Hạ viện. Số lượng thành viên được quy định trong Hiến pháp là 21 thành viên. Thực hiện quyền của Hạ viện trong trường hợp Hạ viện bị giải tán hoặc khi kết thúc nhiệm kỳ, và thực hiện các quyền hạn của Hạ viện trong thời gian giữa các kỳ họp. Ban Thường trực do Chủ tịch Hạ viện chủ trì.
- Nhóm nghị viện bao gồm các nghị sĩ có trong Hạ viện dựa theo tư tưởng và đảng chính trị, tối thiểu là 15 nghị sĩ. Nhưng có thể thành lập nhóm chính trị có 5 nghị sĩ đại diện cho 15% số phiếu bầu cử hoặc 5% trên toàn quốc.

### Chỉ đạo và quản lý
- Chủ tịch Hạ viện đứng đầu Hạ viện, được bầu bởi Hạ viện trong phiên họp khai mạc đầu tiên của cơ quan lập pháp. Chủ trì tất cả các cơ quan có trong Đại hội Đại biểu và các phiên họp trung của cả hai viện Quốc hội.
- Ủy ban Đại hội gồm Chủ tịch, 4 Phó Chủ tịch và 4 thư ký được bầu dựa theo tầm quan trọng của các nhóm nghị viện khác nhau. Có chức năng quản lý và tổ chức công việc xung quanh Đại hội, là cơ quan chủ quan thủ tục.
- Hội đồng người phát ngôn gồm Chủ tịch và người phát ngôn các nhóm nghị viện, 1 thành viên Chính phủ,các quan chức khác của Quốc hội và một số nhân viên cần thiết. Chức năng chính là thiết lập chương trình nghị sự trong các phiên họp toàn thể.

## Chức năng Hạ viện
Chức năng chính của Hạ viện là:
- Thực hiện các quyền lập pháp của đất nước đồng thời với Thượng viện, thông qua Ngân sách nhà nước, giám sát hoạt động của Chính phủ.
- Bỏ phiếu quyền lập pháp, sửa đổi hoặc bác bỏ bất kỳ dự thảo luật nào do Chính phủ hoặc Quốc hội đề xuất.
- Thông qua bổ nhiệm hoặc bãi nhiệm Thủ tướng hoặc Chính phủ thông qua cuộc bỏ phiếu bất tín nhiệm. Đề nghị Quốc vương bổ nhiệm 4 thẩm phán Tòa án Hiến pháp và 6 thành viên của Đại hội đồng Tư pháp.

### Chức năng chính trị
Hạ viện có thể chấp thuận hoặc bác bỏ Thủ tướng do Quốc vương đề cử. Nếu Hạ nghị viện chấp thuận ứng cử viên đã nêu bằng cách bỏ phiếu tín nhiệm với một đa số phiếu tuyệt đối, thì Nhà vua sẽ bổ nhiệm người đó làm Thủ tướng. Nếu không đạt tỉ lệ tín nhiệm đa số tuyệt đối, một cuộc bỏ phiếu tín nhiệm mới sẽ được tổ chức sau cuộc bỏ phiếu lần đầu 48 giờ và ứng cử viên sẽ được xem là nhận được sự tín nhiệm của Hạ viện nếu nhận được sự ủng hộ của một đa số phiếu thông thường của thành viên Hạ viện.
Nếu sau cuộc bỏ phiếu này, ứng cử viên vẫn không nhận được sự tín nhiệm cần thiết của Hạ viện, một đề cử tiếp theo sẽ được thực hiện.
Nếu sau cuộc bỏ phiếu này, ứng cử viên vẫn không nhận được sự tín nhiệm cần thiết của Hạ viện, một đề cử tiếp theo sẽ được thực hiện theo cách thức sẽ ra lệnh giải tán cả hai Viện và kêu gọi cuộc bầu cử mới với sự tiếp kýcủa Chủ tịch Hạ nghị viện.
- Hạ viện có quyền đưa ra các câu hỏi chất vấn cho Chính phủ và các thành viên của Chính phủ.
- Hạ viện có thể đặt ra trách nhiệm chính trị của Chính phủ bằng việc thông qua một bản kiến nghị khiển trách theo một đa số tuyệt đối các Hạ nghị sĩ.
- Nếu Hạ nghị viện bất tín nhiệm Chính phủ, Chính phủ phải nộp đơn từ chức tới Nhà Vua, và sau đó thủ tục đề cử Thủ tướng Chính phủ mới sẽ được thực hiện.
- Nếu Hạ viện thông qua một bản kiến nghị khiển trách, Chính phủ sẽ phải gửi đơn từ chức của mình tới nhà Vua. Ứng cử viên được đề xuất trong bản kiến nghị được coi là đã nhận được sự tín nhiệm của Hạ viện. Nhà vua sẽ bổ nhiệm người đó làm Thủ tướng Chính phủ.

### Chức năng lập pháp
Hạ viện có thể đệ trình dự án luật, cùng với Thượng viện và Chính phủ. Ngoài ra Hội đồng tự trị cũng có thể đề xuất dự thảo luật nếu hội đủ 500000 chữ ký của người dân. Các đề xuất không được liên quan đến các vấn đề thuộc đạo luật cơ bản, thuế, ngoại giao, hoặc quyền ân xá.
Quốc hội xem xét dự thảo luật và pháp lệnh của Chính phủ, sáng kiến lập pháp Thượng viện hoặc Hạ viện. Quốc hội sau khi xem xét có thể yêu cầu sửa đổi trước khi bỏ phiếu.
Ngoài ra Quốc hội có quyền chấp thuận hoặc bác bỏ dự thảo luật. Trong thời hạn hai tháng sau khi nhận được văn bản, Thượng viện có thể, bằng một thông báo nêu rõ lý do, thông qua việc phủ quyết dự luật hoặc thông qua dự luật với các sửa đổi, bổ sung. Việc phủ quyết dự luật phải được đa số tuyệt đối thành viên của Thượng viện thông qua. 

## Thành phần Quốc hội khóa X

### Nghị sĩ

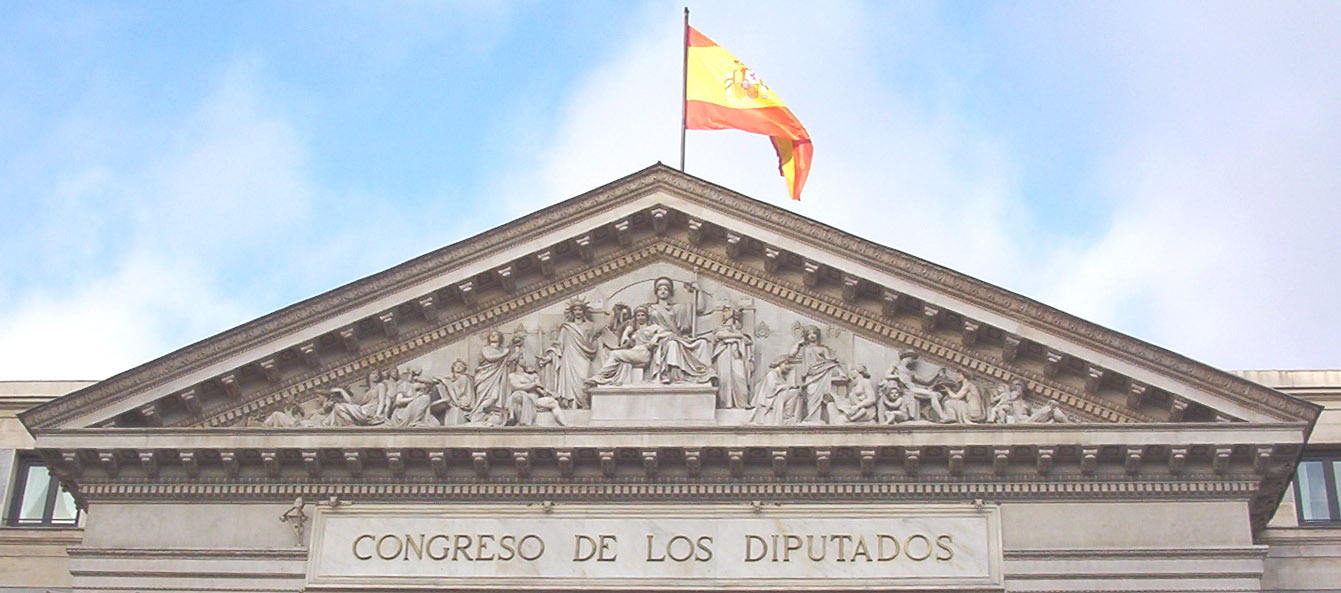
Mặt tiền của trụ sở Đại hội Đại biểu Tây Ban Nha (P. Ponzano, 1864).

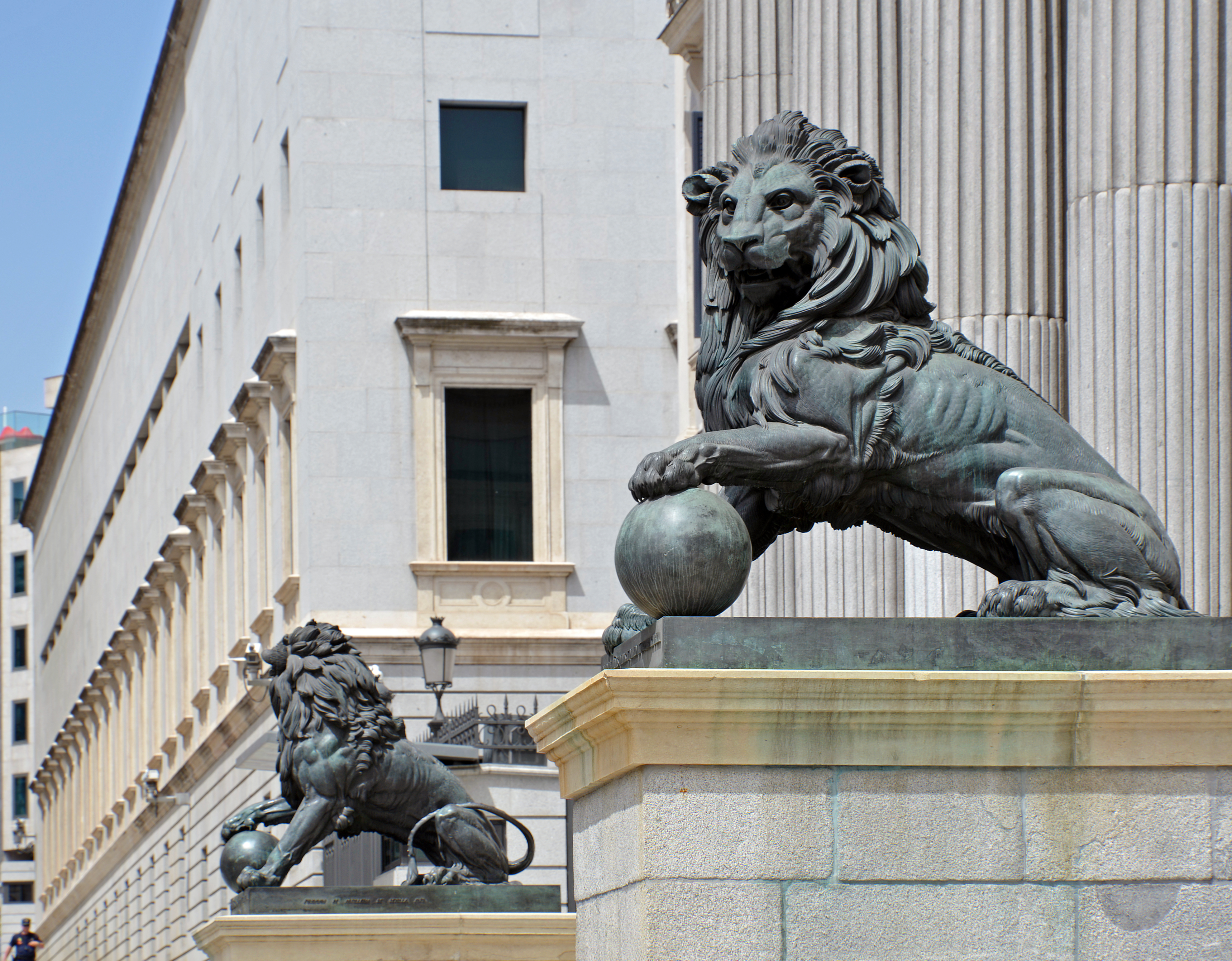
Lối vào chính của trụ sở Đại hội Đại biểu Tây Ban Nha.

| Tổng tuyển cử Tây Ban Nha 2011 | |        |            |        |            |
|                                | Đảng chính trị | %      | Khóa trước | Số ghế | Khóa trước |
|                                | Đảng Nhân dân-liên minh nhân dân Navarre-Đảng Aragon (PP-UPN-PAR)                                                              | 44,62% | +4,69      | 186    | +32        |
|                                | Đảng Xã hội chủ nghĩa công nhân-PSC (PSOE)                                                                                     | 28,73% | -15,11     | 110    | -59        |
|                                | Hội tụ và Liên minh (CiU) | 4,17%  | +1,14      | 16     | + 6        |
|                                | Liên minh cánh tả-(Khởi đầu xanh cho Catalonia-Liên minh và lựa chọn cảnh tả)-Liên minh Aragon: Liên minh cánh tả (IU-ICV-CHA) | 6,92%  | +3,15      | 11     | +9         |
|                                | Amaiur | 1,37%  | +1,37      | 7      | +7         |
|                                | Liên minh Tiến bộ và Dân chủ (UPyD)                                                                                            | 4,69%  | +3,51      | 5      | +4         |
|                                | Đảng Dân tộc Basque (EAJ/PNV)                                                                                                  | 1,33%  | +0,14      | 5      | -1         |
|                                | Cộng hòa Cánh tả Catalonia (ERC)                                                                                               | 1,05%  | -0,11      | 3      | =          |
|                                | Khối Dân tộc Galician (BNG) | 0,75%  | -0,08      | 2      | =          |
|                                | Liên hiệp Canarias-Canarias Mới (CC-NCa-PNC)                                                                                   | 0,59%  | -0,09      | 2      | =          |
|                                | Liên hiệp Thoả thuận-Equo (Compromís-Q)                                                                                        | 0,51%  | +0.39      | 1      | +1         |
|                                | Diễn đàn Asturias (FAC) | 0,40%  | +0.40      | 1      | +1         |
|                                | Geroa Bai (GBAI) | 0,17%  | +0.17      | 1      | +1         |

Tổng cộng 350 ghế.

### Nhóm nghị viện
| Nhóm Nghị viện của Quốc hội khóa X         | |                             |        |
| Nhóm                                       | Đảng | Phát ngôn                   | Số ghế |
| Nhóm Nhân dân                              | Đảng Nhân dân (PP) | Rafael Hernando Fraile      | 185    |
| Nhóm Xã hội chủ nghĩa                      | Đảng Xã hội chủ nghĩa công nhân (PSOE): 96 Đảng Xã hội Catalonia (PSC-PSOE): 14                                                                         | Antonio Hernando Vera       | 110    |
| Nhóm Catalán (Hội tụ và Liên minh)         | Hội tụ và Liên minh (CiU) Hội tụ Dân chủ Catalonia (CDC): 10 Liên minh Dân chủ Catalonia (UDC): 6                                                       | Josep Antoni Duran i Lleida | 16     |
| Nhóm IU, ICV-EUiA, CHA: Thống nhất cánh tả | Thống nhất cánh tả: 11 Liên minh cánh tả (IU): 7 Khởi đầu xanh cho Catalonia (ICV): 2 Liên minh và lựa chọn cảnh tả (EUiA): 1 Liên minh Aragon (CHA): 1 | Cayo Lara                   | 11     |
| Nhóm Liên minh tiến bộ Dân chủ (UPyD)      | Liên minh Tiến bộ và Dân chủ (UPyD) | Rosa Díez                   | 5      |
| Nhóm Basque (EAJ-PNV)                      | Đảng Dân tộc Basque (EAJ-PNV) | Aitor Esteban               | 5      |
| Nhóm hỗn hợp                               | Amaiur (AMAIUR): 7 Không đảng phái: 5 Đoàn kết Basque (EA): 1 Đảng Aralar (ARALAR): 1                                                                   | Xabier Mikel Errekondo      | 18     |
| Nhóm hỗn hợp                               | Cộng hòa Cánh tả Catalonia (ERC): 3 | Alfred Bosch                | 18     |
| Nhóm hỗn hợp                               | Khối Dân tộc Galician (BNG): 2 | Francisco Jorquera          | 18     |
| Nhóm hỗn hợp                               | Liên hiệp Canarias-Canarias Mới (CC-NC-PNC): 2 Liên hiệp Canarias (CC): 1 Canarias Mới (NC): 1                                                          | Ana Oramas                  | 18     |
| Nhóm hỗn hợp                               | Liên hiệp Thoả thuận (COMPROMÍS): 1 Khối Dân tộc Valencia (BLOC): 1                                                                                     | Joan Baldoví                | 18     |
| Nhóm hỗn hợp                               | liên minh nhân dân Navarre (UPN): 1 | Carlos Salvador             | 18     |
| Nhóm hỗn hợp                               | Diễn đàn Asturias (FAC): 1 | Enrique Álvarez Sostres     | 18     |
| Nhóm hỗn hợp                               | Geroa Bai: 1 | Uxue Barkos                 | 18     |

### Cơ quan Đại hội Đại biểu

#### Ban Đại hội Đại biểu
Ban được thành lập ngày 13/12/2011
- Chủ tịch: Jesus Posada (PP)
- Phó Chủ tịch thứ nhất: Celia Villalobos (PP)
- Phó Chủ tịch thứ 2: Javier Barrero (PSOE)
- Phó Chủ tịch thứ 3: María Dolors Montserrat i Montserrat (PP)
- Phó Chủ tịch thứ 4: Jordi Jané i Guasch (CiU)
- Thư ký thứ nhất: Ignacio Gil Lázaro (PP)
- Thư ký thứ 2: Carmela Silva (PSOE)
- Thư ký thứ 3: Teresa Cunillera i Mestres (PSC)
- Thư ký thứ 4: Teofilo de Luis Rodriguez (PP)

#### Hội đồng phát ngôn
Hội đồng phát ngôn do Chủ tịch Jesus Posada làm Chủ tịch, Hội đồng gồm các phát ngôn viên của các nhóm nghị viện.

#### Ủy ban thường trực
Được thành lập 11/1/2011
- Chủ tịch: Jesús Posada (PP)
- Phó Chủ tịch thứ nhất: Celia Villalobos (PP)
- Phó Chủ tịch thứ 2: Javier Barrero (PSOE)
- Thư ký thứ nhất: Ignacio Gil Lázaro (PP)
- Thư ký thứ 2: Carmela Silva (PSOE)
- Thành viên: PP 26, PSOE 14, CiU 2, IU 2, UPyD 1, PNV 1, Amaiur 1, ERC 1.

#### Ủy ban
Ủy ban Thường trực lập pháp:
- Ủy ban Hiến pháp: Chủ tịch Arturo García-Tizón López (PP)
- Ủy ban Đối ngoại: Chủ tịch Josep Antoni Duran i Lleida (CiU)
- Ủy ban Tư pháp: Chủ tịch Alfredo Prada Presa (PP)
- Ủy ban Nội vụ: Chủ tịch Esteban González Pons (PP)
- Ủy ban Quốc phòng: Chủ tịch Agustín Conde Bajén (PP)
- Ủy ban Kinh tế và năng lực cạnh tranh: Chủ tịch Santiago Lanzuela Marina (PP)
- Ủy ban Tài chính và hành chính công: Chủ tịch Gabriel Elorriaga Pisarik (PP)
- Ủy ban Ngân sách: Chủ tịch Alfonso Guerra González (PSOE)
- Ủy ban Phát triển: Chủ tịch Celso Luis Delgado Arce (PP)
- Ủy ban Giáo dục và Thể thao: Chủ tịch Miquel Ramis Socias (PP)
- Ủy ban Lao động và an sinh xã hội: Chủ tịch José Eugenio Azpiroz Villar (PP)
- Ủy ban Công nghiệp, Năng lượng và Du lịch: Chủ tịch Pablo Matos Mascareño (PP)
- Ủy ban Nông nghiệp, Thực phẩm và Môi trường: Chủ tịch José Ignacio Llorens Torres (PP)
- Ủy ban Y tế và Dịch vụ công cộng: Chủ tịch Mario Mingo Zapatero (PP)
- Ủy ban Hợp tác phát triển Quốc tế: Chủ tịch Carlos Aragonés Mendiguchía (PP)
- Ủy ban Văn hóa: Chủ tịch Juan Manuel Albendea Pabón (PP)
- Ủy ban Bình đẳng: Chủ tịch María del Carmen Quintanilla Barba (PP)

Ủy ban Thường trực không lập pháp:
- Quy định: Chủ tịch María Jesús Posada Moreno (PP)
- Quy chế Nghị sĩ: Chủ tịch Aurelio Romero Giron (PP)
- Kiến nghị: Chủ tịch Gabino Puche Rodríguez-Acosta (PP)
- Giám sát và Đánh giá Hiệp định Hiệp ước Toledo: Chủ tịch Manuel Maria Chaves González (PSOE)
- An toàn Đường bộ và lưu động bền vững: Chủ tịch Pere Macias Arau (CIU)
- Chính sách người khuyết tật bình đẳng: Chủ tịch Lourdes Mendez Monastery (PP)
- Tư vấn bổ nhiệm
- Kiểm soát chi phí

Ủy ban không thường trực:
- Nghiên cứu biến đổi khí hậu: Chủ tịch Emilio Olabarría Muñoz (EAJ-PNV)

Ủy ban hỗn hợp Quốc hội và Thượng viện:
- Liên minh châu Âu: Chủ tịch Gerardo Camps Devesa (PP)